# Фауреј (Калараш)
Фауреј (рум. Făurei) насеље је у Румунији у округу Калараш у општини Улму. Oпштина се налази на надморској висини од 39 m.

## Становништво
Према подацима из 2002. године у насељу је живело 606 становника, од којих су сви румунске националности.